# Terapia de privación de andrógenos

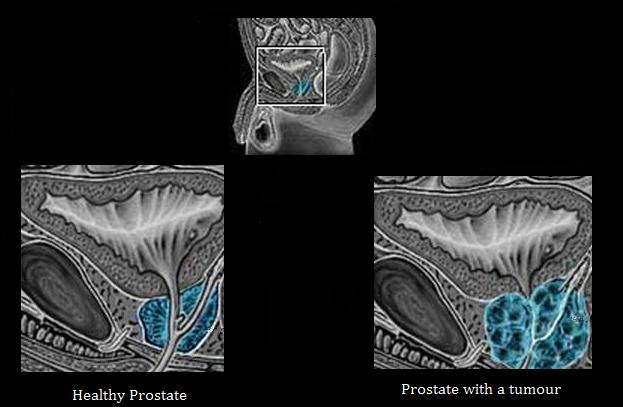
Diferencia entre una próstata sana (imagen izda.) y un próstata con tumor (imagen dcha.)

La terapia de privación de andrógenos (TPA), también llamada terapia supresora androgénica, es una terapia hormonal cuyo uso principal es tratar el cáncer de próstata.  Normalmente, las células cancerosas de la próstata necesitan andrógenos, como la testosterona, para proliferar. La TPA reduce, mediante medicamentos o cirugía, los niveles de andrógenos para evitar la proliferación de las células cancerosas de la próstata. El tratamiento farmacéutico incluye antiandrógenos y tratamientos de castración química.
Diversos estudios han determinado que la TPA ha demostrado ser beneficiosa en pacientes con metástasis, y  también como complemento en el  tratamiento de radioterapia en pacientes con enfermedad localmente avanzada, así como en aquellos con enfermedad desfavorable  localizada de riesgo medio o alto.  Sin embargo, en pacientes con cáncer de próstata de bajo riesgo, se ha demostrado que la TPA no presenta ventajas de supervivencia pero sí provoca daños significativos tales como impotencia, diabetes y pérdida ósea. La terapia también puede eliminar las células cancerosas mediante la  senescencia inducida por privación de andrógenos. Reducir los niveles de andrógenos o impedir que estos entren en las células cancerosas de la próstata hace que el cáncer de próstata se reduzca o que crezca más lentamente durante un tiempo.  Sin embargo, este tratamiento tiene que  combinarse con radioterapia (RT) porque la TPA no erradica el cáncer, sino que disminuye su agresividad.

## Tipos

### Métodos basados encirugía
- La orquiectomía (castración quirúrgica) consiste en la extirpación de los testículos (órgano donde se sintetizan los andrógenos) de quienes padecen cáncer.  Este es el tratamiento más radical para poner fin a la producción de andrógenos. Además, de ser el más fácil y el más barato.  El inconveniente principal de la castración quirúrgica es que es un tratamiento permanente.

### Procedimientos basados en fármacos

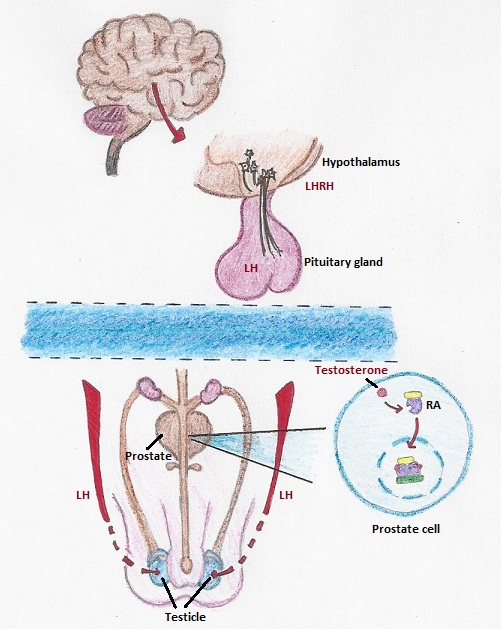
Proceso de síntesis de la testosterona

La síntesis de la testosterona se genera mediante una cadena de procesos. Cuando nuestro cuerpo detecta un nivel bajo de testosterona, el hipotálamo empieza a producir HLHL, una hormona  que, una vez recibida por la glándula pituitaria,  activa la síntesis de (hormona luteinizante) HL. La HL viaja hasta los testículos donde induce la formación de testosterona.
Existen dos tratamientos de terapia de privación de andrógenos mediante medicamentos. Uno evita que la glándula pituitaria libere HL y el otro bloquea la capacidad del organismo para usar andrógenos.
- Castración química.

Existen dos tipos diferentes de medicamentos que reducen la cantidad de testosterona que producen los testículos: los agonistas y los antagonistas de la HLHL. Ambos inhiben la formación de HL en la glándula pituitaria.  Los agonistas de la HLHL producen un aumento repentino de los niveles de testosterona, y después un importante descenso (proceso denominado «fenómeno flare»), mientras que los antagonistas de la HLHL disminuyen directamente la cantidad de testosterona. Entre los agonistas y los antagonistas de la  HLHL utilizados en la terapia de privación de andrógenos  figuran la leuprorelina, la goserelina, la triptorelina, la histrelina, la buserelina y el degarelix.
Inyectados bajo la piel, estos medicamentos consiguen el mismo resultado que la castración quirúrgica. A pesar de ser mucho más costosa, los hombres tienden a elegir esta opción, ya que por lo general son reacios a la extirpación de los testículos.
- Terapia antiandrógena.

Se ha descubierto que las glándulas suprarrenales son otro centro de producción de andrógenos, incluso después del procedimiento de castración. Por ello, se ha desarrollado un tratamiento complementario que emplea anti-andrógenos para bloquear la capacidad del cuerpo de usar cualquier tipo de andrógeno. Las células prostáticas contienen un receptor de andrógenos (RA) que, cuando es estimulado por andrógenos como la testosterona, favorece el crecimiento y mantiene la diferenciación prostática. Sin embargo, estos signos de crecimiento pueden generar un  problema cuando se producen en una célula cancerosa.  Los anti-andrógenos entran en las células y evitan la unión de la testosterona con las proteínas receptoras debido su gran atracción con los receptores androgénicos.
Los principales antiandrógenos son el acetato de ciproterona, la flutamida, la nilutamida, la bicalutamida y la enzalutamida que se administran vía oral en forma de pastilla.
Recientemente, se han desarrollado nuevos antiandrógenos que tienen como objetivo la síntesis de testoterona (el acetato de abiraterona y el seviteronel) o la translocación nuclear de los RA (la enzalutamida, la apalutamida y la darolutamida), también se han desarrollado terapias combinadas (el galeteron) que pueden mejorar la detección de células sensibles a los andrógenos cominándolas con la TPA.  Pero estas también pueden desempeñar un papel perjudicial en el desarrollo del CPRC (cáncer de próstata resistente a la castración).

## Desventajas de terapias de privación de andrógenos
Inicialmente, la gran mayoría del cáncer de próstata que no ha sido tratado o sensible a la castración (CSPC) responde a la terapia de privación de andrógenos, pero la enfermedad invariablemente se adapta y se desarrolla el cáncer de próstata resistente a la castración. Las quimioterapias y terapias hormonales en varios casos no han tenido éxito en el tratamiento del cáncer de próstata debido a que se produce resistencia, por ello es importante el estudio de marcadores moleculares que guíen su aplicación y el momento de la aplicación del tratamiento.

## Efectos en la sexualidad masculina
La sexualidad masculina depende de patrones hormonales muy específicos y complejos que no han sido todavía comprendidos completamente. Un estudio sugiere que la TPA podría alterar el equilibrio hormonal necesario para la actividad sexual masculina.  A medida que los hombres envejecen, los niveles de testosterona disminuyen en aproximadamente un 1 % al año a partir de los 30 años; sin embargo, es importante determinar si un nivel bajo de testosterona se debe a un proceso normal de envejecimiento o a una enfermedad como el hipogonadismo. La testosterona desempeña un importante papel en el funcionamiento sexual; por lo que la disminución natural de los niveles de testosterona puede conllevar una reducción del funcionamiento sexual normal. Una mayor disminución de la testosterona sérica puede tener un impacto negativo en la función sexual normal, provocando un empeoramiento en la calidad de vida. No es infrecuente la disfunción eréctil tras una prostatectomía radical y tampoco es infrecuente entre los hombres que se someten a TPA una disminución de la capacidad, así como el deseo, de participar en relaciones sexuales con penetración.  Un estudio que analiza las diferencias entre el uso de GnRH-A (y supresor de andrógenos) y una orquiectomía ha puesto de manifiesto diferencias entre el interés sexual, la experiencia de las erecciones y la prevalencia de participar en la actividad sexual.  El porcentaje de hombres que no manifestó interés sexual aumentó del 27,6 % al 63,6 % tras la orquitectomía y del 31,7 % al 58,0 % después de usar agonistas de la hormona liberadora de gonadotropina (GnRH-A). El porcentaje de hombres que no experimentó erecciones aumentó del 35.0% al 58,0%; y el porcentaje de aquellos que no tuvieron actividad sexual aumentó del 47,9 % al 82,8 % después de una orquiectomía y del 45,0 % al 80,2 % después de usar GnRH-A.  Este estudio parece indicar que la GnRH-A y la orquiectomía tienen efectos similares en la función sexual.  Es un círculo vicioso a través del cual la reducción de los niveles de testosterona conduce a una disminución de la actividad sexual, que a su vez hace que los niveles de testosterona libre y total disminuyan todavía más. Esto demuestra la importancia de los andrógenos para mantener las estructuras y funciones sexuales.

## Efectos adversos
Si bien la focalización en el eje del andrógenos tiene un claro beneficio terapéutico, su efectividad es temporal, ya que las células tumorales de la próstata se adaptan para sobrevivir y crecer.  Se ha demostrado que la eliminación de andrógenos activa la transición epitelio-mesénquima (TEM), la transdiferenciación neuroendocrina (NEtD) y los programas genéticos de similares células madre cancerosas.
- La TEM establece los papeles en la estimulación de los fenotipos biológicos asociados con la evolución del tumor en varios tipos de cáncer en seres humanos (migración/invasión, supervivencia de las células tumorales, propiedades de las células madre cancerosas y resistencia a la radiación y a la quimioterapia).
- La transdiferenciación neuroendocrina en el cáncer de próstata se asocia con la resistencia a la terapia, las metástasis en las vísceras y  la enfermedad agresiva.
- Los fenotipos de células madre cancerosas están relacionados con la reaparición de la enfermedad, la metástasis y la supervivencia de las células en circulación a modo de células tumorales circulantes. Por lo tanto, la activación de estos programas a través de la inhibición del eje de andrógenos proporciona un mecanismo mediante el cual las células tumorales pueden adaptarse para fomentar la reaparición y la progresión de la enfermedad.[11]

La orquiectomía, los análogos de la HLHL y los antagonistas de la LHLH pueden producir los mismos efectos secundarios debido a los cambios en los niveles de hormonas sexuales (testosterona). Se ha creado un programa para que los pacientes y sus parejas reconozcan y gestionen los efectos más delicados de la terapia de privación de andrógenos.  
El programa se basa en el libro de 2014, avalado por la Asociación canadiense de urología, «Terapia de privación de andrógenos:  La guía fundamental para pacientes con cáncer de próstata y sus seres queridos».
Estudios recientes han puesto de manifiesto que la TPA podría incrementar el riesgo de padecer Alzheimer o demencia. El aumento del riesgo puede estar relacionado con la duración de la TPA